# Belgrado-Bania Luka
La Belgrado-Bania Luka (oficialmente: Belgrade-Banjaluka) es, desde del año 2018, una carrera por etapas que se disputa entre Belgrado (Serbia) y Bania Luka (Bosnia y Herzegovina), a finales del mes de abril.
Desde su creación en 2007 y hasta el año 2017 se disputaban, agrupadas bajo un mismo nombre común, dos carreras ciclistas de un día y cada una formaba parte del UCI Europe Tour bajo categoría 1.2 (última categoría del profesionalismo). Las carreras se diferenciaban por un número, el cual identificaba el orden en el que se disputaban. Tanto las 2 carreras de un día, como la carrera por etapas unificada a partir de 2018 se corren entre Bania Luka (Bosnia y Herzegovina) y Belgrado (Serbia) a finales del mes de abril durante dos días consecutivos.
Las carreras han cambiado en varias oportunidades la dirección en las que se realizan: las dos primeras ediciones se disputaron en sentido desde Belgrado hacia Bania Luka, sin embargo en la primera edición la carrera I fue registrada en Serbia y la carrera II en Bosnia y Herzegovina cambiándose dicho orden de registro a partir de la segunda edición. En 2009 solo se disputó profesionalmente una de ellas cambiándose a partir de ahí el lugar de inicio y final (inicio en Bania Luka y final en Belgrado) aunque en ese año se sustituyó Bania Luka por Našice (Serbia). Del año 2010 al 2014 volvieron a ser las dos carreras profesionales con el orden establecido el año anterior y volviendo Bania Luka esta vez como ciudad de salida, para volver a cambiar su orden nuevamente a partir del año 2015.

## Nombre de las carreras
En amarillo: edición amateur.
| Año       | I                     | II                     |
| --------- | --------------------- | ---------------------- |
| 2007      | Belgrade-Banja Luka I | Belgrade-Banja Luka II |
| 2008      | Belgrade-Banja Luka I | Belgrade-Banja Luka II |
| 2009      | Banja Luka-Belgrade   | Banja Luka-Belgrade II |
| 2010-2014 | Banja Luka-Belgrade I | Banja Luka-Belgrade II |
| 2015-2017 | Belgrade-Banja Luka I | Belgrade-Banja Luka II |
| 2018-     | Belgrade-Banja Luka   | Belgrade-Banja Luka    |

## Palmarés

### Carrera de un día I
| Año                   | Ganador           | Segundo                | Tercero                |
| --------------------- | ----------------- | ---------------------- | ---------------------- |
| Belgrado-Bania Luka I |                   |                        |                        |
| 2007                  | Matej Gnezda      | Igor Kranjec           | Gergely Ivanics        |
| 2008                  | Aldo Ino Ilešič   | Daniele Callegarin     | Emanuele Rizza         |
| Bania Luka-Belgrado   |                   |                        |                        |
| 2009                  | Normunds Lasis    | Rino Zampilli          | Krisztián Lovassy      |
| Bania Luka-Belgrado I |                   |                        |                        |
| 2010                  | Jure Zrimšek      | Maroš Kováč            | Yasuharu Nakajima      |
| 2011                  | Krisztián Lovassy | Matej Marin            | Radoslav Rogina        |
| 2012                  | Marko Kump        | Luka Mezgec            | Robert Jenko           |
| 2013                  | Michal Kolář      | Jan Sokol              | Matej Mugerli          |
| 2014                  | Martin Otoničar   | Fabian Schnaidt        | Mattia Gavazzi         |
| 2015                  | Marko Kump        | Charálampos Kastrantás | Polychrónis Tzortzákis |
| 2016                  | Vitaliy Buts      | Oleksandr Surutkovych  | Raman Ramanau          |
| 2017                  | Barnabás Peák     | Robert Jenko           | Dušan Rajović          |

### Carrera de un día II
| Año                                                  | Ganador          | Segundo           | Tercero               |
| ---------------------------------------------------- | ---------------- | ----------------- | --------------------- |
| Belgrade-Banja Luka II                               |                  |                   |                       |
| 2007                                                 | Žolt Der         | Jure Kocjan       | Igor Kranjec          |
| 2008                                                 | Matej Stare      | Matej Gnezda      | Daniele Callegarin    |
| Bania Luka-Belgrado II (la edición 2009 fue amateur) |                  |                   |                       |
| 2009                                                 | Vladimir Kerkez  | Bálint Szeghalmi  | Boštjan Rezman        |
| 2010                                                 | Matej Marin      | Nik Burjek        | Borislav Ivanov       |
| 2011                                                 | Matija Kvasina   | Matej Jurčo       | Luka Mezgec           |
| 2012                                                 | Matej Mugerli    | Marko Kump        | Riccardo Zoidl        |
| 2013                                                 | Matej Mugerli    | Markus Eibegger   | Jan Sokol             |
| 2014                                                 | Ivan Stévic      | Geórgios Boúglas  | Stefan Schäfer        |
| 2015                                                 | Andi Bajc        | Lukas Pöstlberger | Ivan Stévic           |
| 2016                                                 | Filippo Fortin   | Vitaliy Buts      | Oleksandr Surutkovych |
| 2017                                                 | Nicola Gaffurini | Paolo Totò        | Dušan Rajović         |

### Carrera por etapas
| Año  | Ganador             | Segundo              | Tercero         |
| ---- | ------------------- | -------------------- | --------------- |
| 2018 | Gašper Katrašnik    | Roman Maikin         | Nicolás Tivani  |
| 2019 | Paweł Franczak      | Aaron Grosser        | Attila Valter   |
| 2020 | Jakub Kaczmarek     | Martí Márquez        | Daniil Pronskiy |
| 2021 | Mihkel Räim         | Justin Wolf          | Patryk Stosz    |
| 2022 | Jakub Kaczmarek     | Gianni Marchand      | Lennert Teugels |
| 2023 | Gregor Matija Černe | Eduard-Michael Grosu | Bartosz Rudyk   |
| 2024 | Piotr Pekala        | Davide Toneatti      | Mihael Štajnar  |
| 2025 |                     |                      |                 |

## Palmarés por países
| País       | Victorias |
| ---------- | --------- |
| Eslovenia  | 6         |
| Hungría    | 2         |
| Letonia    | 1         |
| Eslovaquia | 1         |
| Ucrania    | 1         |

| País      | Victorias |
| --------- | --------- |
| Eslovenia | 6         |
| Serbia    | 2         |
| Italia    | 2         |
| Croacia   | 1         |

| País      | Victorias |
| --------- | --------- |
| Polonia   | 4         |
| Eslovenia | 2         |
| Estonia   | 1         |
| Serbia    | 1         |

| País       | Victorias |
| ---------- | --------- |
| Eslovenia  | 14        |
| Polonia    | 4         |
| Serbia     | 3         |
| Hungría    | 2         |
| Italia     | 2         |
| Letonia    | 1         |
| Croacia    | 1         |
| Eslovaquia | 1         |
| Ucrania    | 1         |
| Estonia    | 1         |

## Estadísticas

### Más victorias de carreras
| Corredor      | Victorias |
| ------------- | --------- |
| Matej Mugerli | 2         |
| Marko Kump    | 2         |